# Monotrematum
Monotrematum é um monotremado fóssil descoberto em Punta Peligro (província de Chubut), na patagônia argentina, e conhecido por apenas dois dentes molares inferiores e um superior. Representa a única espécie do gênero Monotrematum e também a única espécie de monotremado sul-americano.
Possui características muito similares ao gênero Obdurodon, como as coroas dos dentes molares, cujos lóbulos tem um formato em V. Entretanto, Pascual et al. (1992), classificaram-no em um gênero próprio, pelas diferenças de tamanho (a espécie sul-americana é quase o dobro das espécies australianas) e de período em que viveram (os Obdurodon são do Oligoceno e Mioceno).